# 中国影子政府
中国影子政府（英語：Shadow Government of China），是指由被中华人民共和国政府认定为邪教组织的中华养生益智功（简称中功）创始人张宏堡为首于2002年在美国首都华盛顿注册成立的一个流亡政权。

## 概述
张宏堡于1987年创办中华养生益智功。从1987年到1995年的8年时间里，张宏堡就建立起6个市场区（每区5个省），30个省级营销机构，300余个地、市级营销机构，2790个县级营销机构，10万余个乡镇机构，网点铺盖全国每一个角落。他首创的养生产业制造出120个产品，创利数亿；张宏堡在1995年整合所有机构成立“麒麟集团”，下有10万余员工为其工作。仅1990年，听过他带功报告或参加过学习班的，就达800万人次。
1990年10月，北京警方接到内蒙古一受害妇女的举报，并对张宏堡立案侦察。随后，四川、重庆、贵州等多地公安机关也相继接到被强奸妇女的举报。事发后，张宏堡起先逃至俄罗斯，1995年逃往泰国。张宏堡因在泰国待不下去，遂又返回国内。后张宏堡又持伪造的身份证和护照等证件，于2000年1月经由海南逃至美国海外属地关岛，由于其是非法入境，张宏堡及严庆新等“中功”骨干成员被当地警方羁押。一直到2000年，中国政府才取缔“中功”，通缉张宏堡。后来张宏堡趁2001年4月中美因南中国海发生中美撞机事件而导致关系紧张之机，以及在一些流亡美国的民运人士和持反华立场的美国参议院共和党领袖特伦特·洛特和参议员杰西·赫尔姆斯等人的帮助下，获得美国政府的政治庇护。最终于2001年4月关岛被假释。张宏堡到美国本土后，于当年6月13日以“酷刑保护身份”，正式获得美国官方庇护。而在这之前，张宏堡与亲信原“中功”第二号人物，亦曾经是张宏堡的得力助手和女秘书严庆新反目，严在被张宏堡毒打报案未果之后，携巨款潜逃，张宏堡的生活因此陷入困顿。之后，严庆新退回部分款项，张宏堡得以定居洛杉矶，在位于洛杉矶东部的帕萨迪纳市的圣加布里尔山山脚落户，在高级社区买下豪宅，深居简出。在经历了关岛入狱和美国亲信叛离后，张宏堡依然没有收敛，经常辱骂、殴打下人和学员，不久即出现殴打女管家何南芳（音译）的事件。
2003年3月，张宏堡因涉嫌暴力殴打女管家何南芳在帕萨迪纳市被捕，何南芳随后对他提出了5项重罪指控。8月19日，洛杉矶高等法院开庭审理张宏堡殴打女管家何南芳一案，就在开庭前一天，张宏堡突然在其位于帕萨迪纳市的豪宅内举行了一次主要由当地中文媒体参加的新闻发布会，宣布成立中国影子政府并自任总统。张宏堡在记者招待会上表示，中国影子政府是其于2002年11月在美国首都华盛顿登记注册的，从2003年8月8日开始正式运行。中国影子政府的性质是经营政治文化的企业集团。还声称，他是以个人名义被推举为总统，与“中功”无关，但“中功”的学员支持他。中国影子政府具体运作方式目前不宜公开，但可以肯定的是走“中间”道路，因此该政府不主张武装革命，也不会以武力推翻中共，目标只是推动中国大陆政治改革。在谈到中国影子政府的组织和成员的问题时，张宏堡说目前只有其本人一名成员。